# Ахсикет

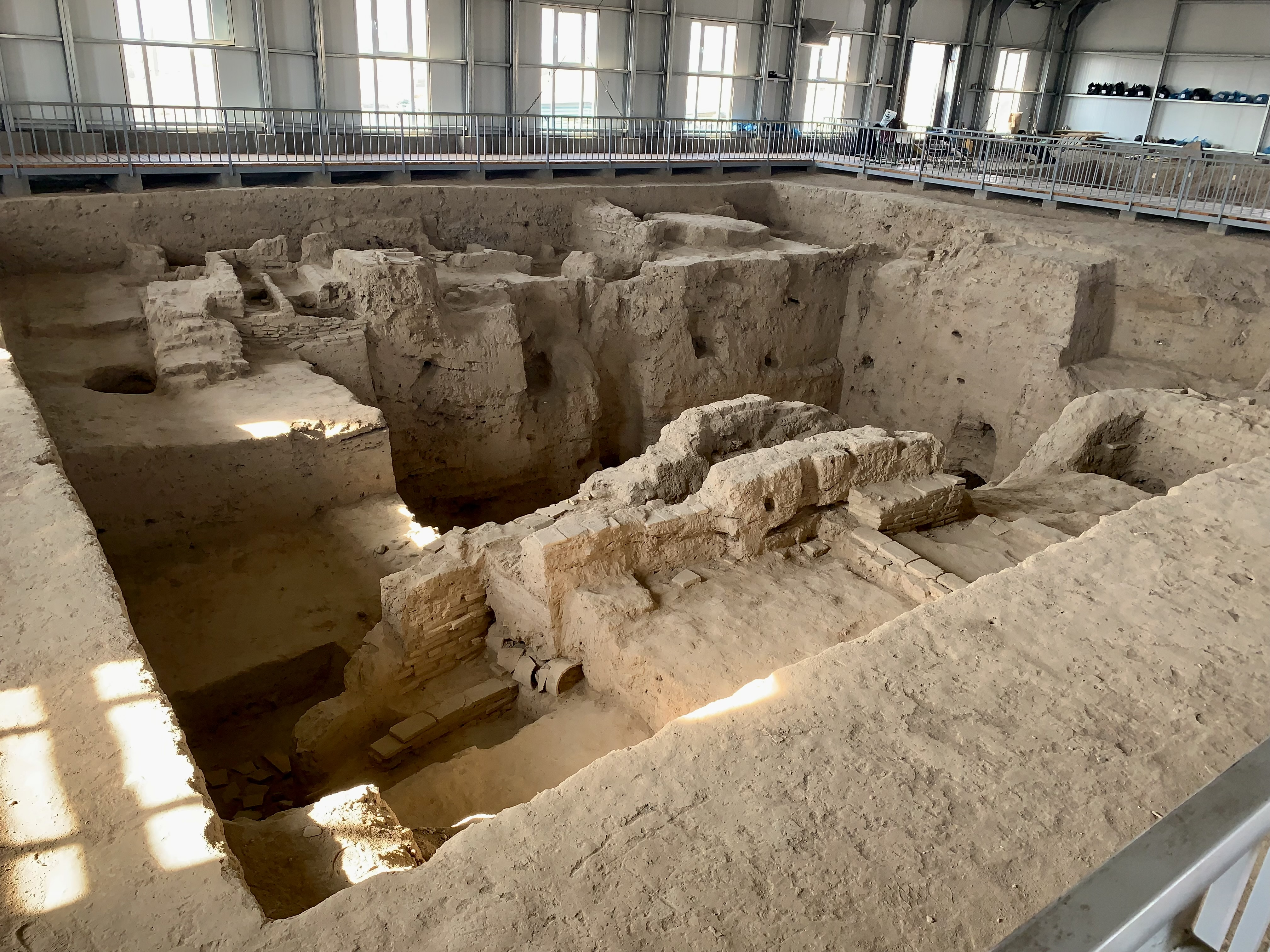

Ахсике́нт, Ахсикат (не путать с Ахси) — городище на правом берегу Сырдарьи в селе Шаханд, на территории современной Наманганской области Узбекистана, недалеко от посёлка Джумашуй. Основан в III—II веках до нашей эры.
Город состоял из цитадели, шахристана — основной городской части и рабада — района, где жили ремесленники. Площадь города составляла примерно 30 гектаров. Цитадель была отделена от города стеной, а по периметру внешних городских стен был вырыт глубокий ров. В городе была развита торговля и кустарное ремесленное производство. В VII—XIII веках в Ахсикенте находился один из среднеазиатских центров по производству литой тигельной стали. 70 гектаров площади городища были заняты производством стали.
В X—XIII веках Ахсикент был одним из крупных городов Ферганской долины. Был столицей Ферганской долины в IX—X веках. Несмотря на то, что в XIII (1219 год) веке Ахсикент был разрушен в результате монгольского нашествия, даже в XV веке он считался крупным городом, а отец Бабура Умар-Шейх-мирза, будучи правителем Ферганской долины, избрал Ахси своей резиденцией. В 1620 году город был полностью разрушен землетрясением. Население Ахсикента, уцелевшее после землетрясения, переселилось в соседний Наманган.